# Marcel Mihalovici
Marcel Mihalovici (n. 22 octombrie 1898 București – d. 12 august 1985, Paris) a fost muzician cu pregătire de muzică cultă, cunoscut mai ales ca un compozitor francez de muzică clasică, de origine română, născut în România.

## Biografie, lucrări
Descoperit de marele muzician român George Enescu, în București, Mihalovici s-a mutat la Paris la vârsta de 21 de ani, în 1919, pentru a studia muzică clasică și compoziție cu cunoscutul cu Vincent d'Indy.
Lucrările sale, cele mai cunoscute și interpretate, includ Sonata numărul 1 pentru vioară și pian (1920), opera Mélusine, pe un libret scris de viitorul suprarealist Yvan Goll (1921), compozițiile Primul cuartet pentru coarde (1923), Al doilea cuartet pentru coarde (1931), Sonata numărul 1 pentru vioară și pian (1941), Sonata pentru vioară și violoncel (1944), opera Phèdre (1949), Studiu în două părți pentru pian și ansamblu instrumental (în original, Étude in two parts for piano and instrumental ensemble, în 1951), respectiv Exercițiu pentru arcușuri (conform, Esercizio per archi în 1960).
Multe din compozițiile sale pentru pian, au fost interpretate în primă audiție de către soția sa, pianista de concert, Monique Haas.

## Mihalovici si Beckett
Mihalovici fusese compozitorul originar al muzicii pentru piesa de radio Cascando, difuzată în 1962, a lui Samuel Beckett, cu care compozitorul româno-francez fusese prieten. A Cincea Simfonie a sa este scrisă pentru a fi cântată de o soprană, în ambianța poemului lui Beckett.
De asemenea, Mihalovici a folosit piesa Ultima înregistrare a lui Krapp (conform titlului original, Krapp's Last Tape) ca bază de pornire pentru o operă scurtă, intitulată Krapp, o, ultima bandă de [înregistrare] (conform originalului, în  limba franceză, Krapp, ou, La dernière bande, respectiv titlului din limba germană folosit atunci interschimbabil, Krapp, oder Das letzte Band), o scurtă operă de cameră, în doar un singur act, scrisă de Mihalovici pe un libret de Beckett, bazat pe piesa ultimului.
Memoriile prieteniei celor doi, Beckett și Mihalovici, sunt consemnate în lucrarea memorialistică Beckett la șaizeci, o sărbătoare (în original, Beckett at Sixty A Festschrift) de John Calder, lucrare apărută în 1967, la Calder and Boyars.

## Stil muzical
Un puternic susținător și propovăduitor al muzicii neoclasice, de-a lungul întregii sale cariere, Mihalovici a îmbrățișat și practicat o largă varietate de stiluri contemporane, folosind o largă varietate muzicală de exprimare, de la cromaticism la minimalism și serialism.
Influența muzicii populare românești se resimte clar în muzica sa, prin folosirea neconvențională (în muzica cultă) a utilizării varietății ritmului, dar și în „coloristica” utilizării instrumentelor în compozițiile sale.

## Listă de lucrări (după numărul de opus)
Lucrările menționate ca „opus ??” sunt plasate temporal pe listă în locul cel mai probabil unde se presupune că ar fi fost compuse.
- opus  6 – Trei nocturne — pian
- opus 11 – Sonatină pentru pian
- opus 12 – Dialoguri pentru clarinet
- opus 13 – Sonatină pentru oboi sau vioară și pian
- opus 18 – Cântece de bucurie (poeme românești) pentru voce și pian — Chansons et Jeux (Poèmes Roumains); voix et piano
- opus 19 – Piese de improvizație — pian
- opus ?? – Sonata numărul 1 — vioară și pian
- opus ?? – Cuartet de coarde numărul 1
- opus 23 – Karagueuz, balet pentru păpuși pentru orchestră ori pian la patru mâini
- opus 25 - Trei romanțe (Trois romances) de Victor Hugo — pian și voce, publicate în 1932
- opus 26 – Fantezie pentru orchestră (prezentată în premieră la Festivalul ISCM din 1930 din Liège)
- opus 27 – Intransigentul Pluto, ori Orfeu în lumea de apoi — operă într-un act
- opus 28 – Chindia — bucată muzicală scrisă pentru o orchestră radio
- opus 29 – Patru capricii — pian
- opus 30 – Trio-ul Serenadeă — pentru vioară, violă și violoncel
- opus 31 – Cuartet de instrumente cu corzi numărul 2
- opus 32 – Cântec - pastorală, dans românesc scris pentru pian
- opus 33 – Concert (cvasi fantazie) - Concerto (Quasi una Fantasia) — vioară și orchestră
- opus 35 – Sonată - Sonata pentru un trio de clarinete
- opus 37 – Cinci bagatele - Cinq bagatelles pentru pian
- opus 38 – Divertisment - Divertissement pentru orchestră mică
- opus 40 – Rapsodie concentantă - Rhapsodie Concertante pentru orchestră completă
- opus 42 – Preludiu și invenție pentru orchestră de coarde
- opus 44 – Tocată (Toccata) — pian și orchestră (ori două piane)
- opus 45 – Sonata numărul 2 — vioară și pian
- opus 46 – Ricarcari, varietăți - pian
- opus 47 – Sonată — violă și pian
- opus ?? – Secvențe — orchestră
- opus 50 – Sonată — vioară și violoncel
- opus 51 – Contra-ritmuri, trei cântece — voce și pian
- opus 52 – Cvartet de coarde numărul 3
- opus 54 – Variațiuni — corn și coarde
- opus 58 – Fedra (Phèdre) — operă în cinci scene
- opus 59 – Sonată, solo de vioară
- opus 60 – Sonată solo de violoncel
- opus 61 – Ritournelles — orchestră completă
- opus 62 – Patru pastorale (Quatre pastorales) — pian
- opus 63 – Trei nocturne — pian
- opus 64 – Studiu în două părți (Étude en deux parties) — pian, instrumente de suflat, instrumente de alamă, celeste și percuție
- opus 65 – Simfonia numărul 1 (Sinfonia giocosa) — orchestră
- opus 66 – Simfonia numărul 2 (Sinfonia partita) — orchestră de coarde
- opus 67 – Două poeme (Deux poèmes) de Agrippa D'Aubigne — interpretare cu corul SATB
- opus 68 – Memorial (Cinci motete) - Memorial (Cinq motets) — cor
- opus ?? – Simfonii pentru timpurile actuale (Symphonies pour le présent temps) — orchestră
- opus 70 – Revenirea acasă (Le retour à la maison) — operă într-un act
- opus 71 – Trio — oboi, clarinet și fagot
- opus 72 – Elegie (Élégie) — orchestră
- opus 73 – Scene din Thesalia (Scènes de Thésée) — balet pentru orchestră
- opus 74 – Alternamenti (Ballet) — orchestră
- opus 75 – Cântece de seară, patru poeme de Yvan Goll — voce și pian
- opus 76 – Uvertura tragică (Ouverture tragique) — orchestră
- opus ?? – Sonata pentru fagot și pian
- opus 78 – Sonata în si bemol — clarinet și pian
- opus ?? – Scherzo-Waltz în si bemol — trompetă și pian
- opus ?? – Meditație  în si bemol — trompetă și pian
- opus ?? – Noutate (Novelette) — fagot și pian
- opus ?? – Episode, corn în fa major și pian
- opus 80 – Exercițiu — orchestră de coarde
- opus 81 – Ultima înregistrare a lui Krapp – (după piesa omonimă a lui Beckett) — operă minimalistă, de cameră, interpretată cu orchestră de cameră (operă de cameră)
- opus 82 – Simfonia variată (Sinfonia variata - Simfonia numărul 3) — orchestră
- opus 83 – Improvizații (Improvisations) — percuție și pian
- opus 84 – Gemenii — operă în trei acte
- opus 87 – Muzică nocturnă (Musique nocturne) — clarinet și orchestră de cameră
- opus 88 – Simfonia cântată (Sinfonia cantata - Simfonia numărul 4) — bariton, cor mixt și orchestră
- opus 89 – Aubade — orchestră de coarde
- opus 90 – Sonată (Sonata) — pian
- opus 92 – Dialoguri (Dialogues) — clarinet și pian
- opus 93 – Periple (Périples) — orchestră mică
- opus 94 – Simfonia numărul 5) - în memoria lui Hans Rosbaud — orchestră
- opus 95 – Pretexte (Pretexts) — oboi, clarinet bas, pian, percuție și corzi
- opus 96 – Variante (Variantes) — corn și pian
- opus 97 – Cantus Firmus — două piane
- opus 98 – Rondou (Rondo) — orchestră
- opus 99 – Serioso — saxhorn bas și pian
- opus 100 – Cantilène — piesă medie pentru mezzo-soprană și orchestră de cameră
- opus 101 – Recit — clarinet solo
- opus 102 – Melopeia — oboi solo
- opus 103 – Chant Premier (Sonata) — saxofon tenor saxofon și orchestră
- opus 104 – Texte — violă și pian
- opus 105 – Passacaglia pentru o mână — pian
- opus 106 – Follia, Paraphrases — orchestră
- opus 109 – Malinconia (Cantata) — soprană, bas, cuartet de coarde și orchestră
- opus 110 – Sonată (Sonata) — violă solo
- opus 111 – Cuartet de coarde numărul 4 — instrumente cu coarde
- opus 112 – Oglinda cântecelor (Miroir des chansons) — flaut și pian
- opus 113 – Tors (Meditație) – Torse (Meditation) — vioară solo
- opus 114 – Elegia numărul 2 — vioară și pian
- opus 107 – Délié (Cantata) — soprană și orchestră (ori pian)
- opus 108 – Sonata-Danse — violoncel și pian